# 岡里明美
岡里 明美（おかざと あけみ、1974年7月24日 - ）は、茨城県出身の元バスケットボール選手である。ポジションはG/F。現役時代はシャンソンVマジックに所属。現役時代は3Pシュートの名手として全日本で活躍した。

## 来歴

### 選手時代
名古屋短期大学附属高等学校（現・桜花学園高等学校）では1、3年時に高校三冠を獲得。
卒業後、シャンソン化粧品入社。日本リーグ〜Wリーグ10連覇などのシャンソン黄金時代を支えた。
また、1年目より全日本に選出され、ジュニア世界選手権を経験後、1996年にはアトランタ五輪に出場し7位入賞に貢献。1998年のバンコクアジア大会では金メダルを獲得した。
2003年、アテネ五輪予選を兼ねるアジア選手権の選考合宿で代表から落選。これを機に現役を退いた。

### 指導者
引退後はバスケから離れ、エアロビクスのインストラクターなどをしていたが、2005年、恩師である中川文一ヘッドコーチの誘いを受け、富士通レッドウェーブのアシスタントコーチに就任。
2009年に中川の日本代表HC就任に伴う退任のため、HCに昇格。Wリーグにおける日本人女性HCは初であったが、2012年に退任。
現在は一般社団法人トレジャーリングにてバスケットボールクリニックのコーチ。

## 経歴
- 選手歴
  - 名古屋短大高校 - シャンソン化粧品（1993年〜2003年）
- 指導歴
  - 富士通HC（2009年〜2012年）

## 日本代表歴
- 1993ジュニア世界選手権
- 1994世界選手権
- 広島アジア大会
- アトランタ五輪
- 1998世界選手権
- バンコクアジア大会
- 2002世界選手権
- 釜山アジア大会

## 受賞歴
- 2002年間ベスト5賞